# Toshihiro Kaneishi
Toshihiro Kaneishi (jap. 金石年弘 Kaneishi Toshihiro; ur. 19 grudnia 1978 roku w Osace) – japoński kierowca wyścigowy.

## Kariera
Po kilku latach startów w kartingu, Japończyk w 1998 roku zadebiutował w Japońskiej Formule 3. W pierwszym podejściu zmagania zakończył na 6 miejscu, natomiast w drugim został jej wicemistrzem. 
Po tym sukcesie wyjechał do Europy, w celu angażu w Niemiecką Formułę 3. W roku 2001 zdobył w niej tytuł mistrzowski (rok wcześniej był ósmy). Pomimo sukcesu, Japończyk wrócił do swojego kraju, gdzie rozpoczął starty w Formule Nippon. W serii tej ścigał się do roku 2004, natomiast najlepiej spisał się rok wcześniej, kiedy to zajął 4. pozycję. W tym samym czasie okazyjnie brał udział w Japońskich Mistrzostwach GT (w roku 2004 ukończył ją na 4. miejscu). 
Od 2005 roku regularnie startuje w japońskim serialu Super GT, w którym najlepszą jego końcową lokatą, było 5. miejsce w sezonie 2009. Oprócz tego w latach 2006–2008 ponownie brał udział w Formule Nippon, jednak ze słabszymi rezultatami.